# Bergmann 1896
Bergmann 1896 — німецький самозарядний пістолет.

## Характеристика

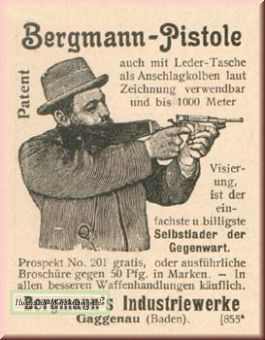

Пістолет був розроблений Луїсом Шмайссером і вироблявся фірмою Теодора Бергманна. В 1893 і 1894 році були створені перші прототипи під набій калібру 8 мм без проточки та фланця, які були відхилені німецькими, бельгійськими та швейцарськими військовими й не мали комерційного успіху. В 1896 році з врахуванням виявлених недоліків був розроблений пістолет М1896.
Автоматика пістолета працює завдяки віддачі вільного затвора. Замикання каналу ствола здійснюється масою затвора та поворотною пружиною. Поворотна пружина, яка в М1894 знаходилась під стволом, тепер була переміщена в гніздо пустотілого затвора. Ударно-спусковий механізм куркового типу з відкритим курком одинарної дії. Прицільні пристосування відкритого типу складаються з регульованих мушки та цілика.
Перші зразки пістолетів Bergmann 1896 успадкували від моделі 1894 року принцип вилучення стріляних гільз, особливістю якого була відсутність екстрактора: стріляні гільзи витягувалися з патронника залишковим тиском порохових газів і віддалялися зі зброї, ударившись об зуб відбивача, що знаходився на шляху затвора. Через це в них в них застосовувалися набої без фланців і проточок, що служило причиною численних затримок при викиді гільз і труднощів з вилученням невистріляного набою, тому в конструкцію пістолета був доданий екстрактор звичайного типу. Спеціальний отвір для газів був запобіжним пристосуванням на випадок, якщо набій вибухнув би під їх тиском.
Пістолет має рукоятку револьверного типу та невід'ємний коробчатий магазин, розташований перед спусковим гачком. Перезарядка магазина відбувається знизу. Для цього кришку магазина з прорізом відкривали вниз і в паз магазина вставляли патронну пачку. Коли кришку магазина закривали, на нижній патрон пачки починав діяти пружний подавач, який видавлював набої вгору, де затвор їх перехоплював і надсилав у патронник. Саму пачку можна було залишити всередині магазина або вийняти через проріз кришки, потягнувши за кільце, яке залишалося стирчати зовні під магазином після того, як кришка закривалася. Вважалося, що пістолет повинен діяти однаково добре як з вийнятою, так і з залишеною пачкою, проте, згідно з тогочасними повідомленнями, без пачки набої надто бовталися і часто перекошувалися при подачі.
Пістолет Bergmann M 1896 випускався в кількох різновидах, які відрізнялись в першу чергу калібром — № 2 (5 мм), № 3 (6.5 мм) і № 4 (8 мм). Пістолети Bergmann 1896 № 2 і № 3 мали приблизно однакову конструкцію, хоча № 3 значно більший і має рухому кришку коробки затвора, а відкритий складний спусковий гачок був замінений на звичайний із запобіжною скобою. Пістолет № 4 ідентичний моделі № 3 і відрізняється лише стволом та розміром магазина. Після того, як було випущено близько 500 штук ранньої модифікації моделі № 2 і близько 900 штук ранньої модифікації № 3, в цих пістолетах стали застосовуватися звичайні безфланцеві набої. Пістолети моделі № 4 не мали особливого успіху і вироблялися під тими ж серійними номерами, що і № 3. Загалом пістолетів цієї модифікації було випущено не більше 200 штук.
Фірма Бергманна надала покупцям можливість заздалегідь обговорити бажану довжину ствола, влаштування прицільних пристроїв і навіть випускала пістолети на замовлення під інші набої. Як наслідок, з'явилася значна кількість варіантів М1896, особливо серед пістолетів, призначених для цільової стрільби.
Після комерційного успіху М1896 Бергманн вніс в конструкцію додаткові модифікації, щоб зацікавити військових. Новий пістолет М1897 використовував нові набої калібру 7.8 мм, мав міцнішу конструкцію із закритим стволом, сучасний від'ємний магазин і регульований приціл на 1000 метрів. Більшість пістолетів йшли в комплекті з кобурою-прикладом, деякі мали довгі 30-сантиметрові стволи. Бергманн знову не зміг отримати військові контракти, а значно ефективніший Mauser C96 витіснив його пістолети з цивільного ринку, тому після випуску близько 1000 М1897 виробництво було припинене.